# Oswald Thomas
Oswald Thomas  (nascido em 27 de julho de 1882 em Kronstadt [agora Braşov na Transilvânia , Romênia]; falecido em 13 de fevereiro de 1963 em Viena, Áustria), foi um astrônomo e protagonista da popularização da astronomia na Alemanha e na Áustria.

## Carreira
O pai de Thomas, Karl, diretor de uma escola para meninas, imbuiu seu filho com o fascínio da fenomenologia astronômica desde cedo. Em 1907, Oswald Thomas organizou um sistema de registro formal para observações de bolas de fogo em sua cidade natal, Kronstadt, e nomeou esta instituição como Astronomisches Büro ("Bureau Astronômico"). Suas tarefas logo se estenderam a uma gama mais ampla de educação de adultos em astronomia.
De 1910 a 1913, Thomas ensinou matemática e física no ensino médio em Kronstadt. Ele se mudou para Viena, levando sua organização do Bureau Astronômico com ele, e foi professor em várias escolas públicas e particulares de 1913-1915 até se tornar chefe do observatório Urania em Viena (1915-1922 e novamente 1933-1934). Quando o primeiro planetário projetor Zeiss a ser instalado fora da Alemanha foi estabelecido em Viena em 1927, Thomas tornou-se seu astrônomo-chefe. Sua apresentação padrão Der Himmel über Wien alcançou enorme popularidade. Foi realizada mais de mil vezes e, segundo Thomas, serviu de inspiração para o primeiro planetário Zeiss a ser montado nos Estados Unidos (em Chicago).
Em 1934, Thomas apontou  que o objeto ausente de Messier M48, na verdade era NGC 2548, uma identificação que se tornou geralmente aceita somente depois que T. F. Morris, da Royal Astronomical Society of Canada, a repetiu independentemente em 1959. Ele introduziu o Triângulo de Verão (que ele chamado "Grande Triângulo") como um asterismo na literatura, e criou um atlas de constelações celestes que é popular até hoje. Até sua aposentadoria, Thomas deu mais de 7 000 palestras públicas, incluindo 278 palestras de rádio.
Após a Segunda Guerra Mundial, Thomas pressionou incessantemente por um novo planetário público de Viena e, em 1962 - aos 80 anos - ele pôde participar do lançamento de sua fundação. Ele foi sucedido na maioria de suas atividades por Hermann Mucke, cujo professor e mentor ele havia sido. Oswald Thomas foi cremado em Feuerhalle Simmering, onde também suas cinzas estão enterradas.

## Publicações
- Atlas der Sternbilder, mit Figuren von R.Taschner. §. Auflage, Verlag Das Bergland-Buch, Salzburgo 1962
- Himmel und Weltall, populäre Astronomie, 320 S., 5. neu bearb. Auflage, Neff-Verlag, 1953
- Astronomie – Tatsachen und Probleme. 7., vollst. umgearb. Auflage, ~600 S., Das Bergland-Buch, Salzburgo 1956
- Sternzeiger für die Rocktasche des Himmelsfreundes, Das Bergland-Buch, 1958